# Fissurella angusta
Fissurella angusta là một loài ốc biển, là động vật thân mềm chân bụng sống ở biển thuộc họ Fissurellidae.